# 小日向 (漫画家)
小日向（こひなた）とは、日本の漫画家である。

## 略歴
主にゲイ雑誌に漫画を掲載している。『Badi』『G-men』『SAMSON』に短編作品や短期連載を持ち、雑誌によって体型や内容を巧みに変えながらも、線の細いタッチでキャラクターを描いている。作品は濃厚なセックスを絡ませつつ、時にはギャグを、時には男臭い話をストーリーに盛り込んでいる。
主に一話完結の読み切りを掲載しているが、2006年11月から『Badi』にて不定期で『アグリっ娘』を連載している。

## 作品リスト

### 単行本
- アグリっ娘 （2008年 テラ出版）
- Relation -リレイション- （2008年 テラ出版）
- 富士見荘日記 （2013年 古川書房）

### G-men
- Heimat-故郷- （27号）
- 富士見荘日記 （28号）
- 人工射精器 （31号）
- 座敷童子 （33号）
- スナック （38号）
- 梅雨の入り （42号）
- 辰さん （45号）
- 部活 （48号）
- 30才 （51号）
- 腕時計 （54号）
- やっちゃん （57号）
- 破戒 （59号）
- 夜の町 （60号）

### コミックG.G.
- 戦友 （No.12「相棒」 2013年）
- トラック （No.13「肉職男児」 2014年）

### その他
- 「ブスっ娘ナイト!」フライヤー用イラスト （2009年9月22日に新宿二丁目のクラブで行われたパーティー）